# Pistosaurus
Pistosaurus (Pistosaurus longaevus) war ein im Meer der Mitteltrias lebendes Reptil, dessen Name Flüssigkeits-Echse bedeutet. Es hatte sowohl Merkmale der Nothosaurier, welche einen stromlinienförmigen Körper und einen langen Schwanz besaßen, als auch Merkmale der Plesiosaurier, die in den Weltmeeren der Jura- und Kreidezeit lebten. Daher wird davon ausgegangen, dass der Saurier ein Übergangsstadium zwischen den beiden Gruppen darstellt.
Pistosaurus besaß eine steife Wirbelsäule, was ein Kennzeichen für Plesiosaurier war. Seinen drei Meter langen Körper bewegte er wahrscheinlich hauptsächlich mit seinen paddelartigen Beinen fort. Körper und Schwanz waren für den Bewegungsvorgang unbedeutend. Er besaß einen kleinen, für Plesiosaurier typischen Kopf, der scharfe, zugespitzte Zähne enthielt. Dies machte Pistosaurus zu einem effizienten Fischfresser. Sein Verbreitungsgebiet war das heutige Europa, wobei insbesondere Gebiete in Frankreich und Deutschland Fundorte für Spuren des Sauriers darstellen. Pistosaurus gehörte in die Familie der Pistosauridae. Das vor ca. 245 bis 228 Millionen Jahren lebende Tier gehört zur Unterklasse der Diapsida.